# 민철훈
민철훈(閔哲勳, 1856년 9월 9일 ~ 1925년 7월 1일)은 조선 시대의 관료로 일제강점기의 조선귀족이다. 자는 성약(聖若), 호는 만향(晩香)이며 본관은 여흥, 본적은 경성부 입정정(笠井町)이다.

## 생애
한성부 출신으로 명성황후의 친족이자 고위 관료인 민종묵의 장남이다. 민종묵은 민승세의 아들이나 민명세에게 입적되어 민철훈은 민명세의 손자가 된다.
1895년 과거에 급제한 뒤 관직에 나갔다. 궁내부 등에서 일했으며 1901년에는 독일과 오스트리아, 영국을 겸임하는 특명전권공사로 발령 받아 외교관으로 근무했다. 1905년 독일 황태자 빌헬름 결혼식에 참석해 축하했다.
1910년 한일 병합 조약이 체결된 뒤 일본 정부로부터 남작 작위를 받은 아버지 민종묵이 1916년 사망하자 그의 작위를 물려받았고, 1920년 윤덕영 등이 해동은행을 설립할 때 설립위원장을 맡았다.
1897년 충청남도 천안에 사립학교를 설립하고 근대식 교육을 실시한 바 있다. 이 학교는 직산초등학교의 전신이다. 그의 작위는 양손 민규현이 습작했다.
- 고조부 : 민정(閔王靜)
  - 증조부 : 민사전(閔師傳)
    - 조부 : 민명세(閔命世)
      - 아버지 : 민종묵(閔種默)

- 부인 : 정경부인 창원 황씨
  - 양자 : 민재의(閔載禕), 생부는 민창훈(閔昌勳). 입양 전 이름은 민재철(閔載轍).
    - 양손 : 민규현(閔奎鉉)
    - 양손 : 민심현(閔心鉉)

  - 딸 : 광주 이씨 이규재(李奎載)에게 시집감
  - 딸 : 경주 이씨 이규장(李圭章)에게 시집감
  - 딸 : 청송 심씨 심재설(沈在卨)에게 시집감
  - 서자 : 민재제(閔載禔)
  - 서자 : 민재지(閔載祉)

2002년 발표된 친일파 708인 명단과 2008년 민족문제연구소에서 친일인명사전에 수록하기 위해 정리한 친일인명사전 수록예정자 명단에 아버지 민종묵과 함께 선정되었으며 2009년 친일반민족행위진상규명위원회가 발표한 친일반민족행위 705인 명단에도 포함되었다.

## 참고자료
- 민철훈(閔哲勳) - 한국학중앙연구원